# Danh sách trò chơi truyền thống của Việt Nam

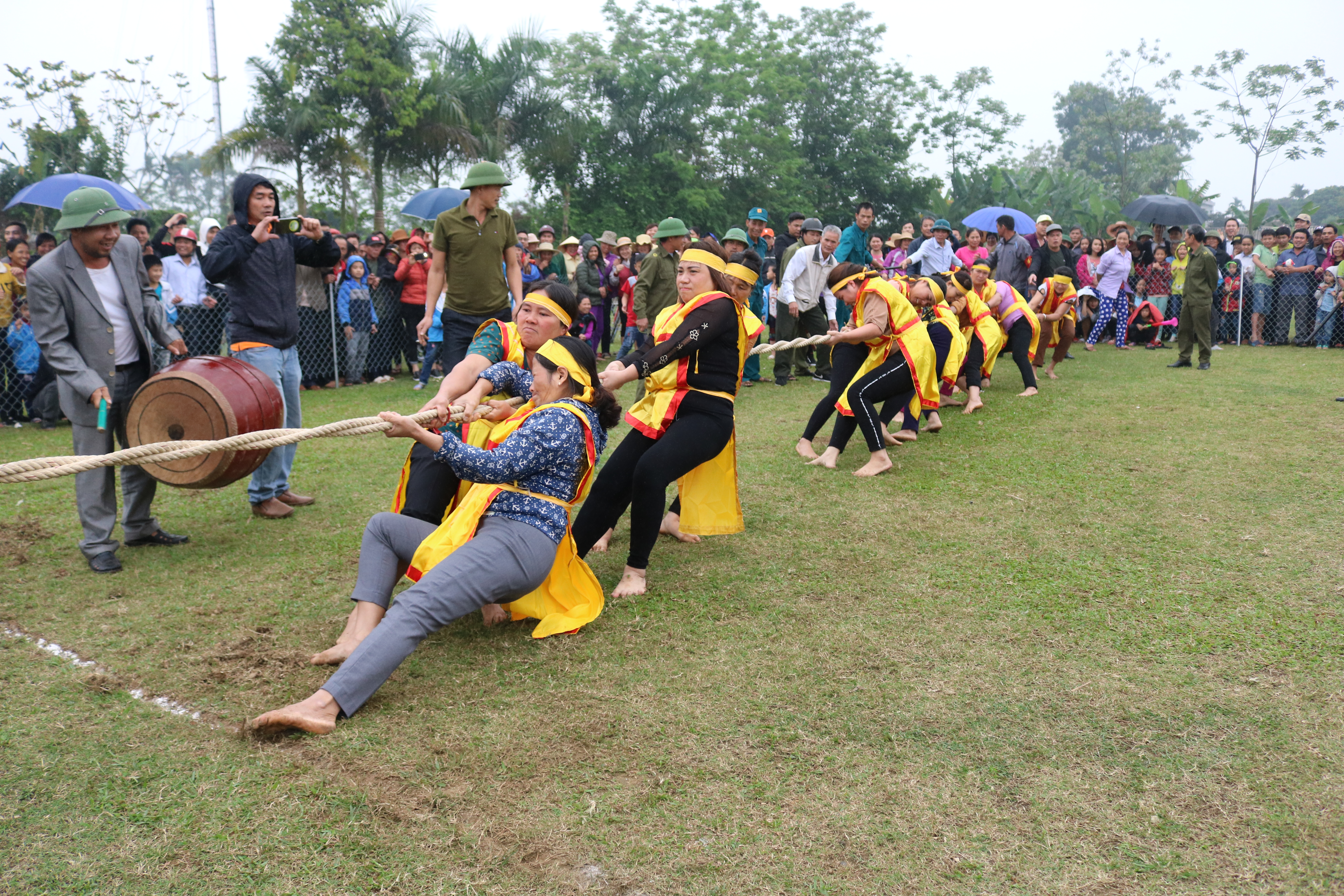
Thi đấu kéo co trong một lễ hội truyền thống ở Việt Nam

Tại Việt Nam có rất nhiều trò chơi dân gian, được các dân tộc Việt Nam sáng tạo ra từ rất lâu về trước, thậm chí một trò còn có nhiều cách chơi khác nhau, tùy theo vùng miền và đã trở thành những trò chơi truyền thống phổ biến, truyền từ đời này sang đời sau. Đây là một danh sách liệt kê một số trò phổ biến trong rất nhiều các trò chơi đó.

## Danh sách

### Trò chơi củaNgười Việt

Bàn chơi ô ăn quan

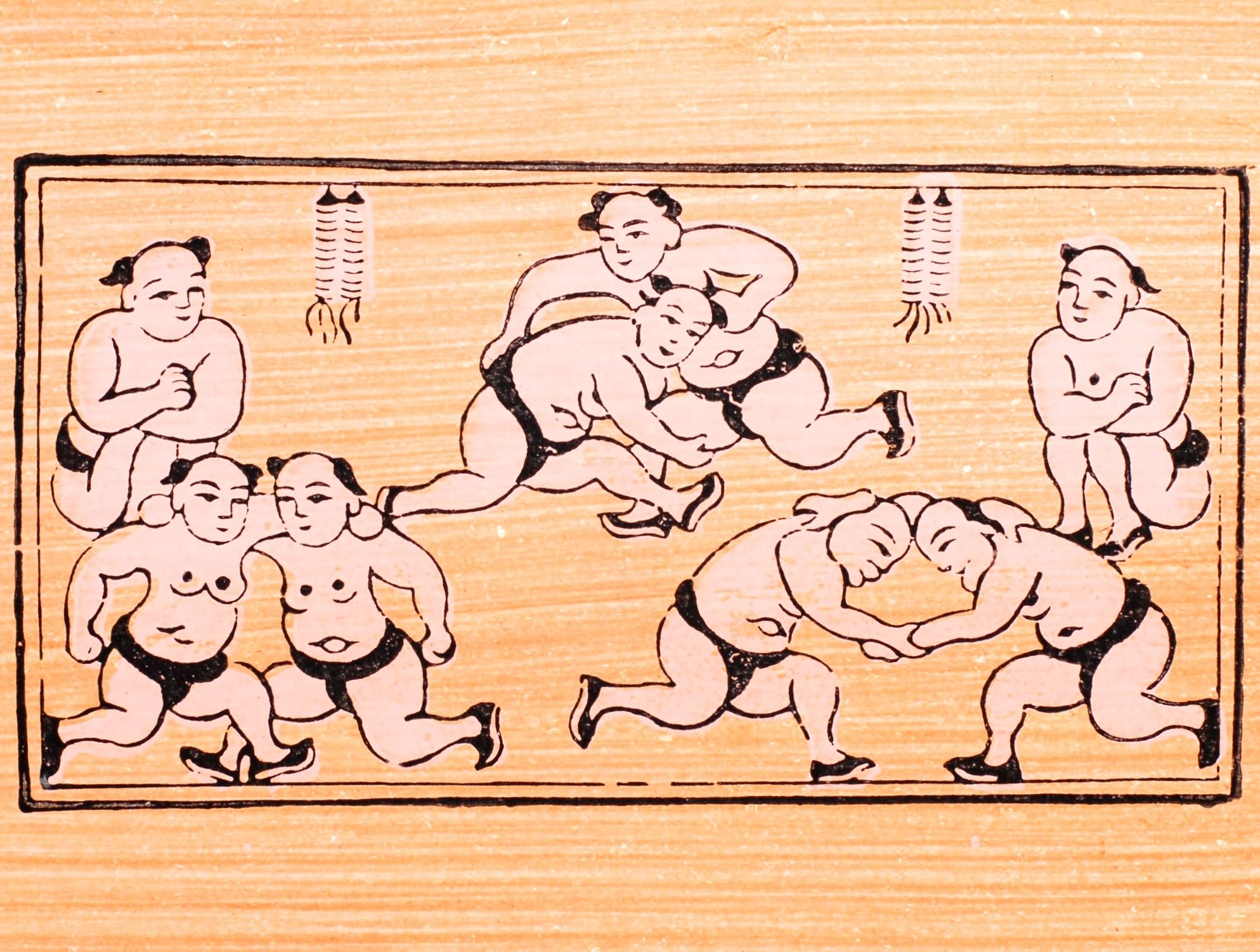
Đấu vật trong tranh dân gian Đông Hồ

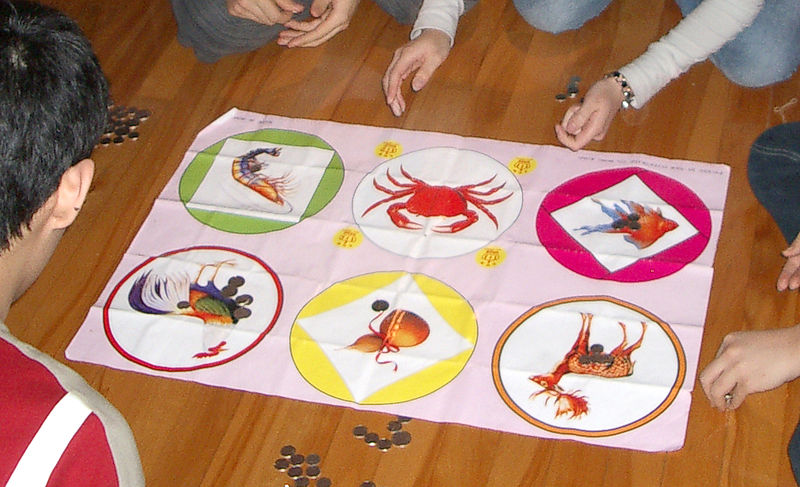
Một nhóm người đang chơi bầu Cua tôm cá

Danh sách:
- Bầu cua cá cọp
- Bịt mắt bắt dê
- Đi cà kheo
- Cá sấu lên bờ
- Cắp cua bỏ giỏ
- Chọi trâu
- Chơi chuyền
- Chơi U
- Chi chi chành chành
- Cờ lúa ngô
- Cờ người
- Cờ tu hú
- Cướp cầu
- Cướp cờ
- Dung dăng dung dẻ
- Đá cầu
- Đá gà
- Chọi gà
- Đánh bung
- Đánh Chắn
- Đánh Chát
- Đánh phết
- Đánh quay
- Đánh trận giả
- Đập niêu
- Đấu vật
- Đua thuyền
- Đúc nậm đúc Nị
- Giã gạo
- Kéo co
- Kéo cưa lừa xẻ
- Kéo đồng
- Lò cò
- Lô tô
- Lộn cầu vồng
- Mèo đuổi chuột
- Nhảy bao bố
- Nhảy bước
- Nhảy dây
- Nhảy ngựa
- Ném còn
- Ném vòng cổ vịt
- Nu na nu nống
- Ô ăn quan
- Pháo đất
- Phụ đồng ếch
- Roi đánh múa mộc
- Rồng rắn lên mây
- Tam cúc
- Tập Tầm Vông
- Thả diều
- Thả đỉa ba ba
- Thổi cơm thi
- Tổ tôm
- Trốn tìm
- Trồng nụ trồng hoa
- Tứ sắc
- Vuốt hạt nổ
- Xỉa cá mè
- Banh đũa
- Đánh bài
- Chơi Keo
- Đánh banh đũa
- Thảy gạch

### Trò chơi củangười H'Mông
- Đánh cầu lông gà
- Ném lao
- Rồng ấp trứng

### Trò chơi củangười Ê Đê
- Trò chơi sắc màu
- Trò chơi sỏi đá

### Trò chơi củaNgười Tày
- Tó Cối

### Trò chơi củangười Mường
- Đè Kha